# Hymedesmia antarctica
Hymedesmia antarctica är en svampdjursart som beskrevs av Boury-Esnault och van Beveren 1982. Hymedesmia antarctica ingår i släktet Hymedesmia och familjen Hymedesmiidae.
Artens utbredningsområde är Kerguelen. Inga underarter finns listade i Catalogue of Life.